# Earth Defense Force 2017
Earth Defense Force 2017, (japanska: 地球防衛軍3; Transkribering: Chikyū Bōeigun Surī), är ett taktiskt third-person shooter-spel och uppföljaren till Global Defense Force, exklusivt till Playstation 2. Spelet är utvecklat av det japanska Sandlot och släpptes exklusivt till Xbox 360 den 16 december 2006 i Japan, 20 mars 2007 i USA och slutligen 30 mars 2007 i Europa.

## Sammanfattning
Året är 2017. Jorden och mänskligheten hotas med att förstöras av den onda rasen Ravagers, som lyckats skapa gigantiska djur och insekter, som myror, spindlar, robotar och dinosaurieliknade varelser för att använda dem som vapen. För att stoppa invasionen och Ravagers blir det upp till militärgruppen Earth Defense Force, där man iklär sig rollen som en soldat i gruppen, att stoppa dem från att ta över planeten.
I spelet finns det över 150 vapen att hitta, allt från automatkarbiner till granatgevär och även laservapen. Man kan även styra fordon som pansarvagnar, helikoptrar, motorcyklar och gigantiska mechas. Det finns över 50 banor att välja i spelet, varav de flesta banorna är korta, men trots det väldigt utmanande.
Spelet har fem svårighetsgrader, där de högre svårighetsgraderna ger spelaren chanserna att få bättre vapen när man dödar en fiende. Fienden kan även släppa utrustning och elixir. Spelaren har även chansen att välja mellan två vapen innan den beger sig till ett uppdrag.

## Mottagande
Många kända spelkritiker i USA har pekat ut spelet för att ha haft enformig grafik, seg gameplay och engelskt röstskådespeleri. Ändå har spelet fått bra kritik från en del kritiker. Till exempel gav IGN:s skribent Erik Budvig betyget 6,9 på en skala av 10, där man bland annat kritiserat spelet för den dåliga grafiken och ljudet, men prisade spelets upplägg (gameplay) för att varit underhållande och roligt.